# Gutshof Rudolphstein

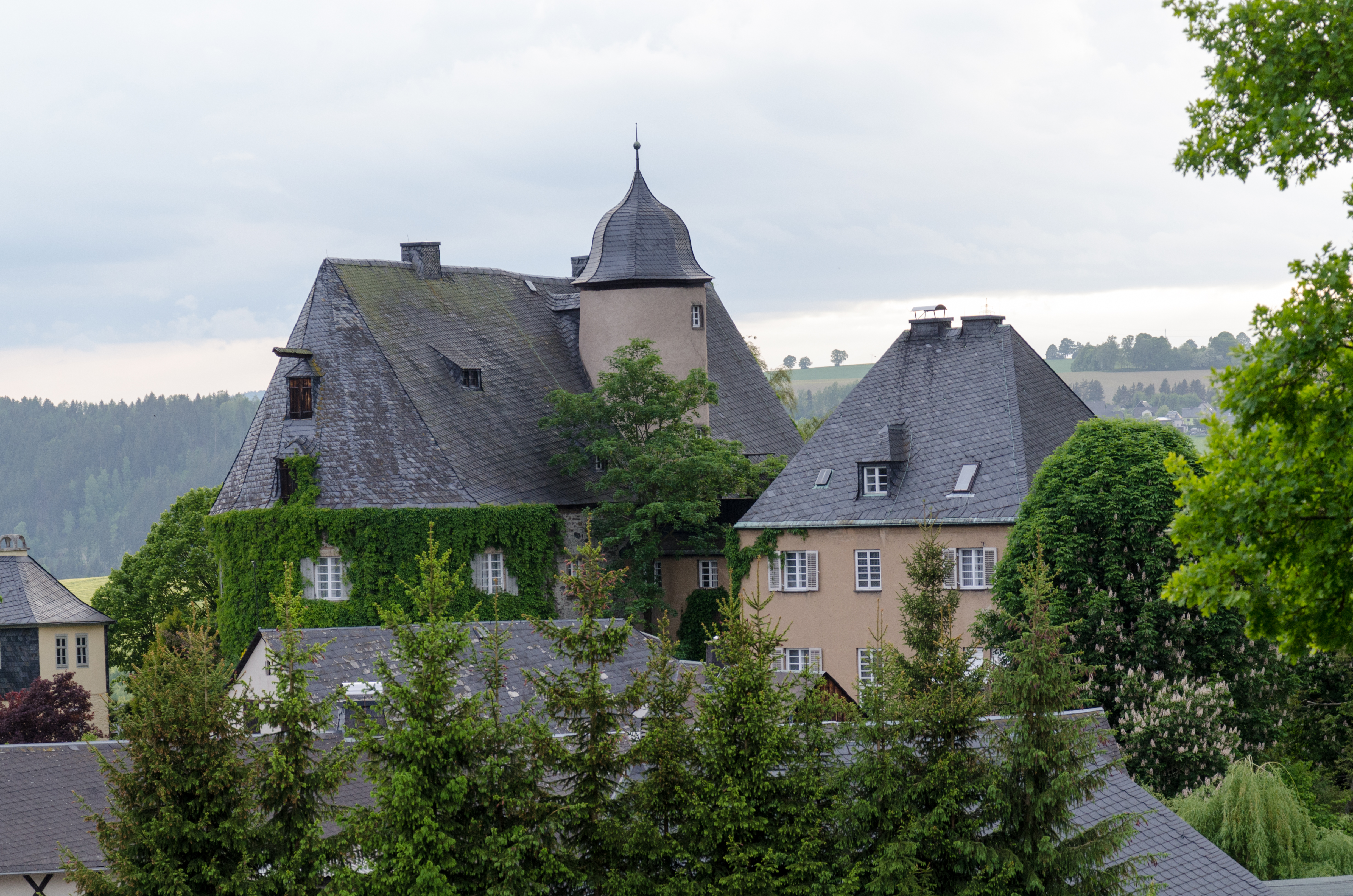
Schloss

Der Gutshof Rudolphstein ist ein ehemaliges Schloss im Zentrum von Rudolphstein (Ortsteil von Berg).
Das Ensemble besteht aus Bauteilen verschiedener Jahrhunderte. Der Ostteil aus dem 15. Jahrhundert ist der älteste Gebäudeteil. Von Eugen Hönig wurde 1934 ein Anbau entworfen, der den jüngsten Teil bildet. Das Gebäude steht unter Denkmalschutz. Heute wird in ihm ein Hotel garni mit 13 Zimmern betrieben.
Koordinaten: 50° 24′ 33,1″ N, 11° 46′ 9,1″ O